# Justicia roseopunctata
Justicia roseopunctata är en akantusväxtart som beskrevs av Ridley och Spencer Le Marchant Moore. Justicia roseopunctata ingår i släktet Justicia och familjen akantusväxter. Inga underarter finns listade i Catalogue of Life.